# Jubileuszowy Zlot ZHP w Spale

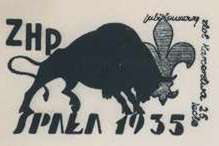
Znak graficzny zlotu w Spale

Jubileuszowy Zlot ZHP w Spale – zlot harcerski, zorganizowany przez Związek Harcerstwa Polskiego w dniach 10-25 lipca 1935 roku, na terenie rezydencji Prezydenta RP w Spale, dla uczczenia 25 rocznicy powstania harcerstwa. 
W inauguracji zlotu uczestniczył Prezydent Rzeczypospolitej Polskiej Ignacy Mościcki - protektor Związku Harcerstwa Polskiego.
Symbolem zlotu był wizerunek żubra z pomnika w Spale, stojącego przed rezydencją Prezydenta RP.
W zlocie uczestniczyło ponad 25 tys. osób, w tym ponad 15 tys. harcerzy i ponad 7,5 tys. harcerek, delegacje harcerstwa polskiego z zagranicy oraz zagranicznych organizacji skautowych, a także ponad 500 byłych harcerek i harcerzy zrzeszonych w Kole Harcerzy z Czasów Walk o Niepodległość, zaproszonych przez władze i na koszt państwa.
W programie zlotu były harce, gry, biegi i ćwiczenia oraz pełnienie służby według specjalności drużyn.
Komendantem całego zlotu był Antoni Olbromski, komendantem zlotów harcerzy - Ignacy Wądołkowski, a zlotu harcerek - Helena Śliwowska. 

## Harcerskie Ochotnicze Drużyny Robocze (HODR) w Spale[3]
Były to ochotnicze formacje harcerskie działające w ramach Harcerskiego Ośrodka Pracy w Spale, utworzone w celu przygotowania infrastruktury technicznej na potrzeby zlotów harcerskich w II Rzeczypospolitej. Prace przygotowawcze na terenie zlotowym w Spale rozpoczęto 18 marca 1935 roku, kiedy to działalność podjęły dwie 100-osobowe drużyny HODR.
W wyniku ich działań powstała rozbudowana infrastruktura techniczna, obejmująca m.in.:
- 12,5 km sieci elektrycznej oświetleniowej,
- 5,8 km rur doprowadzających wodę,
- 3,5 km szosy prowadzącej do Teofilowa,
- 2,7 km linii elektrycznej zasilającej dla systemu nagłośnienia (megafonów),
- 2 km linii elektrycznej do radiostacji krótkofalowej,
- 1400 mb nadbrzeżnych ławek do mycia (na potrzeby Zlotu Harcerek),
- 164 budynki i pawilony,
- 137 studzien abisyńskich,
- 122 lampy oświetlenia ulicznego (każda o mocy 100 W),
- 85 wieloosobowych toalet (dla 8 i 16 osób),
- 20 schronów żywnościowych,
- 9 kładek (o długości ok. 60 m i szerokości 75 cm),
- 2 mosty o nośności 2 ton (długości ok. 80 m i szerokości ok. 3 m),
- 2578 elementów wyposażenia (stoły, taborety, ławki, łóżka i inne).

Dzięki działalności HODR w Spale zbudowano dodatkowy peron i tor kolejowy łączący Spałę z Konewką, przeznaczony do transportu towarowego.

## Pamięć o Zlocie
- Dla uczczenia 60. rocznicy Jubileuszowego Zlotu ZHP w Spale oraz 85. rocznicy powstania harcerstwa, w dniach 3-15 sierpnia 1995, zorganizowano Światowy Zlot Harcerstwa Polskiego „Zegrze ’95”.
- W dniach 2-4 września 2005 w Spale odbył się Zlot Chorągwi Łódzkiej ZHP pod hasłem „Na Szlaku Harcerskiej Przygody”, połączony z upamiętnieniem 70. rocznicy Jubileuszowego Zlotu ZHP z 1935.
- Z okazji 90 rocznicy Jubileuszowego Zlotu ZHP w Spale Muzeum Harcerstwa w Warszawie przygotowało wystawę „Spała 1935. Zlot, który stał się legendą”[3].